# アーヴィング・ジャフィー

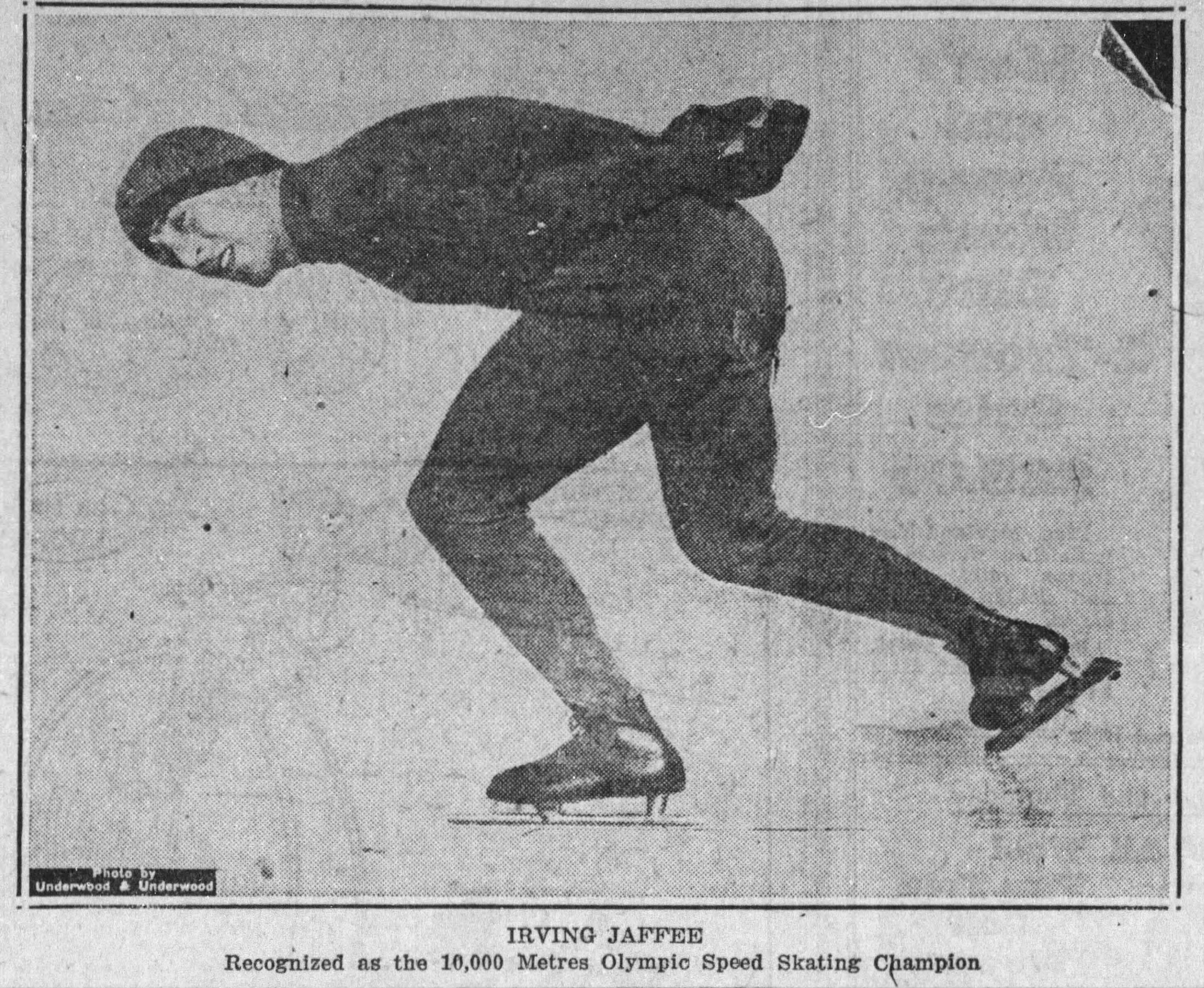
アーヴィング・ジャフィー

アーヴィング・ウォーレン・ジャフィー (Irving Warren Jaffee、1906年9月15日 - 1981年3月20日) はアメリカ合衆国のスピードスケート選手。ニューヨーク生まれでカリフォルニア州サンディエゴで亡くなった。 1932年のレークプラシッド五輪で2つのメダルを獲得し、同国のジャック・シェイとともに同大会で最も成功した選手である。

## 若年期
ユダヤ人の両親から生まれた。両親は1896年にロシアから移住していた。ブロンクス区のコロトナパークで育った。ここで後に野球殿堂入りも果たすハンク・グリーンバーグと野球をしていた。デウィット・クリントン高校に入学したが、そこで野球チームを作ることができなかったため退学した。

## 経歴
14歳の時、アイスランドリンクのゲイブレードでスケートを始めた。この場所は後にローズランドボールルームになっている。入会費である75セントは氷を清掃員として働いて稼いだ。1920年代に多くのスケートレースに出場した。1926年のシルバースケートの2マイルのレース、その翌年には5マイルの全国大会で優勝し、1928年にはアメリカのオリンピックチームに入った。
1928年のサンモリッツ五輪では5000mスケートで4位となった。これは冬季五輪におけるアメリカ人の成績として当時最高のものであった。後に行われた10000mのレースではノルウェーのディフェンディングチャンピオンのベルント・エベンセンを抜いてリードしていたが、その時気温の上昇により氷が解けていた。このときノルウェーの審判員が競争を全て中止するという後に論争となる判断を下した。国際オリンピック委員会はこの判断を覆し、ジャフィーに金メダルを授与したが、国際スケート連盟は後にこれを破棄し判決を元に戻した。エベンセンはジャフィーに金メダルを授与すべきと公的に自分の意見を述べたが、実現することはなかった。
その年には1マイルの世界記録2分30.6秒を打ち立てている。
1932年のレークプラシッド五輪にも出場した。当時レークプラシッドには「犬とユダヤ人は立ち入り禁止」という看板があったとジャフィーは回想している。そこで5000m, 10000mの2つで金メダルを獲得した。10000mのレースでは、フランク・スタックとイバール・バラングルートの前でフィニッシュラインを飛び越えるという、スリリングなフィニッシュで優勝した。
ベニー・レナード、ナット・ホルマンとともに第2回マカビア競技大会のアメリカ委員を務めた。
世界恐慌の間、失業していたジャフィーはパンの製造ラインで働くことに行き着き、オリンピックや他の大会で獲得したメダルを3500ドルで質に入れざるをえない状況となっていた。ウォール街で仕事を得ることができメダルを買い戻そうとしたものの、質屋は廃業してしまっていたため、メダルを今一度見ることはできなかった。
1934年にグロシンガーズ・キャッツキル・リゾートホテルのウィンタースポーツディレクターを務め、25マイルの世界記録を打ち立てた(1時間26分1秒)。これは30歳の選手による記録を5分も更新している。
1934年にキャメルの全面広告に出演した。その広告は「スケートの世界チャンピオンになるには健康な神経を使う。揺るがない喫煙者はキャメルに変える」と題されていた。
1940年にアメリカスケート殿堂入りした。1979年には国際ユダヤ人スポーツの殿堂入りを果たした。1981年にサンディエゴで亡くなった。